# Andy Abraham

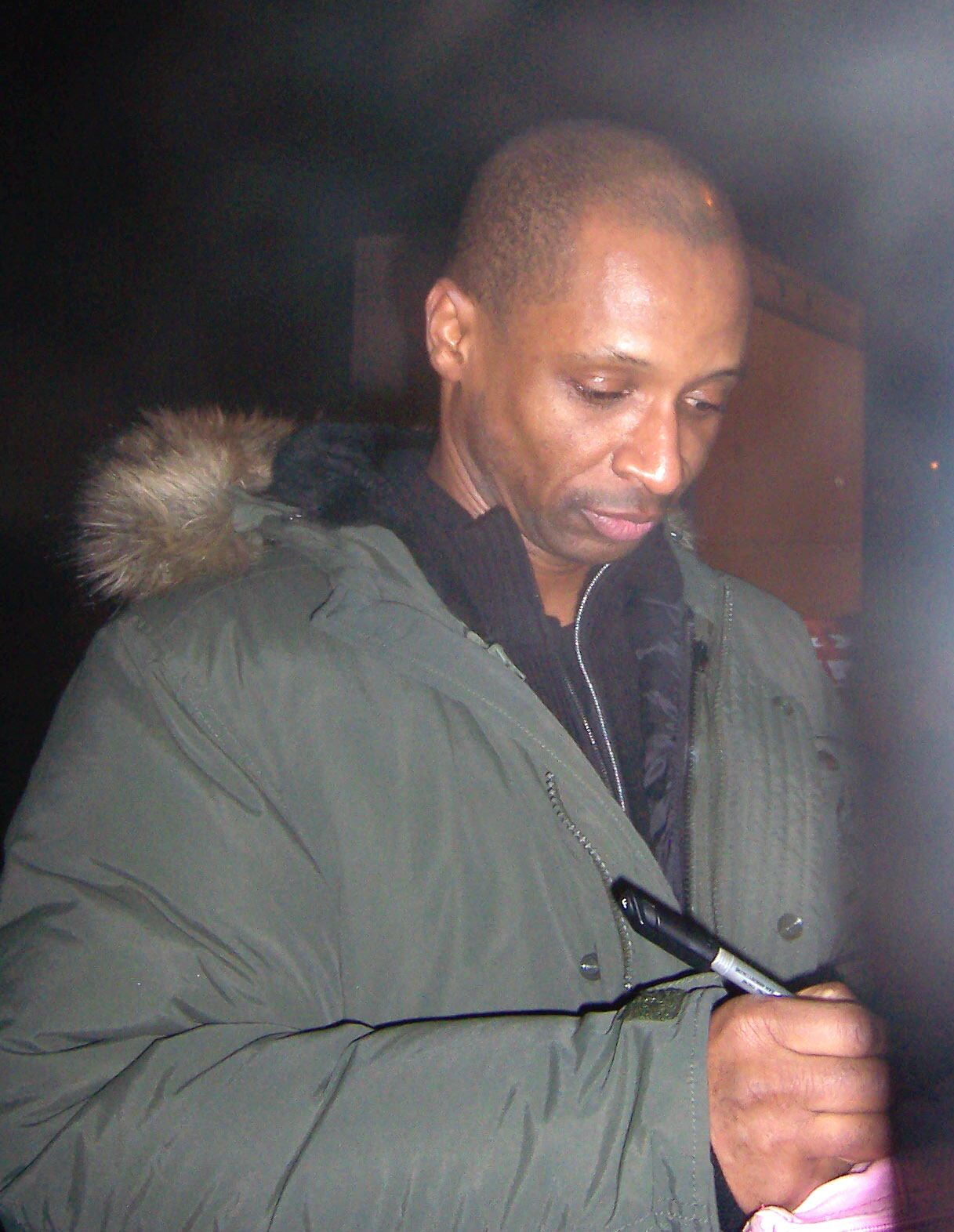
Andy Abraham

Andy Abraham (Londres, 16 de julho de 1964) é um cantor proveniente do Reino Unido, e o representante do Reino Unido no Festival Eurovisão da Canção 2008 na sua 53º edição.
Em abril de 2015, Abraham subiu ao palco no musical Godspell. O show terminou em maio.